# Lista de portos de Portugal

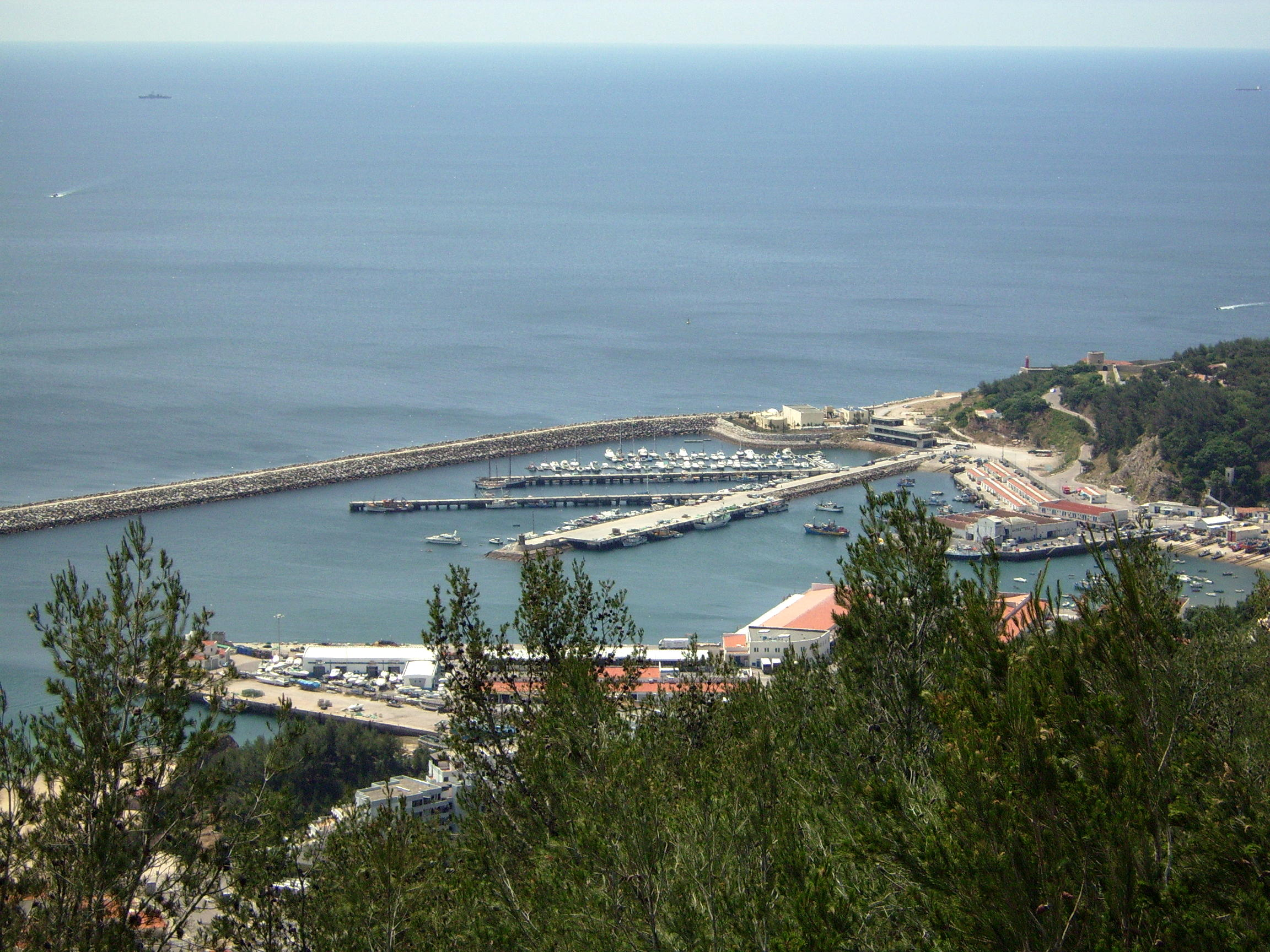
O porto de abrigo de Sesimbra.

Esta é uma lista dos portos de Portugal.

## Portos principais

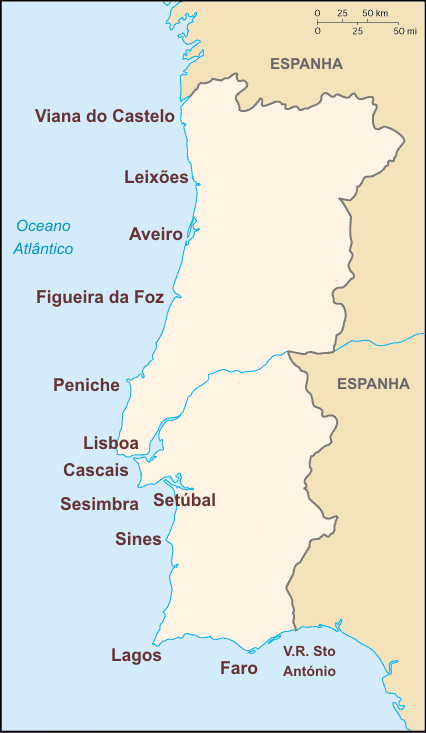
Principais Portos de Portugal Continental

### Continente (de norte para sul)
- Porto de Viana do Castelo (Hinterland) - "Lista Vermelha de capacidade da operação portuária para os armadores"
- Porto de Leixões (Hinterland Regional) - "Lista Amarela de capacidade da operação portuária para os armadores"
- Porto de Aveiro (Hinterland Regional) - "Lista Vermelha de capacidade da operação portuária para os armadores"
- Porto da Figueira da Foz[1] (Hinterland Regional) - "Lista Vermelha de capacidade da operação portuária para os armadores"
- Porto de Peniche (Pesca/Recreio) - "Lista Vermelha de capacidade da operação portuária para os armadores"
- Porto de Lisboa (Hinterland Regional) - "Lista Vermelha de capacidade da operação portuária para os armadores"
- Porto de Cascais (Pesca/Recreio)
- Porto de Sesimbra (Pesca/Recreio)[2]
- Porto de Setúbal (Hinterland Regional) - "Lista Amarela de capacidade da operação portuária para os armadores"
- Porto de Sines (Transshipment "Transbordo"/Hinterland Nacional e Fronteiriço/rede de Trans-Europa) - "Lista Verde de capacidade da operação portuária para os armadores"
- Porto de Lagos (Pesca/Recreio)
- Porto de Portimão
- Porto de Faro (Hinterland Regional) - "Lista Vermelha de capacidade da operação portuária para os armadores"
- Porto de Vila Real de Santo António (Pesca/Recreio)

## Portos do Arquipélago dosAçores

### Ilha Terceira

#### Angra do Heroísmo
- Porto de Angra do Heroísmo
- Cais da Figueirinha
- Porto de São Mateus da Calheta
- Porto das cinco Ribeiras

#### Praia da Vitória
- Porto da Praia da Vitória
- Porto dos Biscoitos
- Porto das Quatro Ribeiras

### Ilha de São Jorge

#### Velas
- Porto de Velas

#### Urzelina
- Porto da Urzelina

#### Calheta
- Porto da Calheta

- Porto do Topo

### Ilha Graciosa

#### Santa Cruz da Graciosa
- Porto de Santa Cruz

- Praia da Graciosa

- Porto da Praia

### Ilha do Pico

#### São Roque do Pico
- Cais de São Roque do Pico

#### Madalena do Pico
- Cais da Madalena do Pico

#### Lajes do Pico
- Cais das Lajes do Pico
- Porto das Ribeiras
- Porto das Ribeiras de Santa Cruz
- Porto das Pontas
- Porto da Aguada
- Porto da Calheta do Nesquim
- Portinho

#### São Roque do Pico
- Porto de Santo Amaro

### Ilha das Flores

#### Santa Cruz das Flores
- Porto de Santa Cruz das Flores

- Porto das Lajes das Flores

### Ilha do Corvo
- Porto da Casa

### Ilha de São Miguel

#### Ponta Delgada
- Porto de Ponta Delgada

#### Vila Franca do Campo
- Nordeste
- Lagoa
- Ribeira Grande

### Ilha de Santa Maria
- Porto de Vila do Porto

### Ilha do Faial
- Porto de Horta

## Portos do Arquipélago daMadeira
- Porto do Funchal - ilha da Madeira
- Porto do Caniçal - ilha da Madeira
- Porto do Porto Santo - ilha do Porto Santo

## Porto de Águas Profundas de Portugal Continental
- Porto de Sines (ao porto uma profundidade de -17/28 m ZH)

## Portos de Águas Fluviais (Águas de Rios e Canais) de Portugal Continental
- Porto de Caminha[3]
- Porto de Viana do Castelo (ao porto uma profundidade de -9 m ZH)
- Porto de Leixões (ao porto uma profundidade de -14 m ZH)
- Porto de Aveiro (ao porto uma profundidade de -10 m ZH)
- Porto da Figueira da Foz (ao porto uma profundidade de -8 m ZH)
- Porto de Lisboa (ao porto uma profundidade de -14 m ZH)
- Porto de Setúbal (ao porto uma profundidade de -12 m ZH)
- Porto de Faro (ao porto uma profundidade de -7 m ZH)
- Porto de Vila Real de Santo António (ao porto uma profundidade de -5 m ZH)

## Portos de Oceano Atlântico de Portugal Continental
- Porto de Sines (ao porto uma profundidade de -17/28 m ZH)
- Porto de Peniche (ao porto uma profundidade de -12 m ZH)
- Porto de Cascais (ao porto uma profundidade de -5 m ZH)
- Porto de Sesimbra (ao porto uma profundidade de -7 m ZH)
- Porto de Lagos (ao porto uma profundidade de -4 m ZH)